# Ceraeochrysa dislepis
Ceraeochrysa dislepis là một loài côn trùng trong họ Chrysopidae thuộc bộ Neuroptera. Loài này được de Freitas & Penny miêu tả năm 2001.